# Station Atocha
Station Atocha (Spaans: Estación de Atocha) is het grootste spoorwegstation van de Spaanse hoofdstad Madrid. Het station ligt voor het plein Plaza del Emperador Carlos V en de Paseo de la Infanta Isabel in de wijk Arganzuela, en is eigendom van spoorwegbeheerder Adif. 
Het station is een knooppunt voor de Spaanse forenzentreinen Cercanías. Ook intercity- en regionale treinen uit het zuiden komen hier aan. De hogesnelheidstrein AVE rijdt vanaf Atocha naar Sevilla, Málaga en Barcelona.
De treinverbindingen zijn onderdeel van RENFE.

## Geschiedenis
Het station werd op 9 februari 1851 als eerste station van Madrid geopend. Toen had het nog de naam Estación de Mediodía. Na een grote brand werds het station grotendeels verwoest. In 1892 werd het heropend, na herstelwerken.
In 1992 werd het oude station vernieuwd waarbij ruimte werd gecreëerd voor middenstanders en winkels. In de grote hal werd een ruimte gecreëerd voor tropische planten en een vijver.
Treinen reden sindsdien vanuit de nieuwe, moderne terminal, ontworpen door Rafael Moneo.

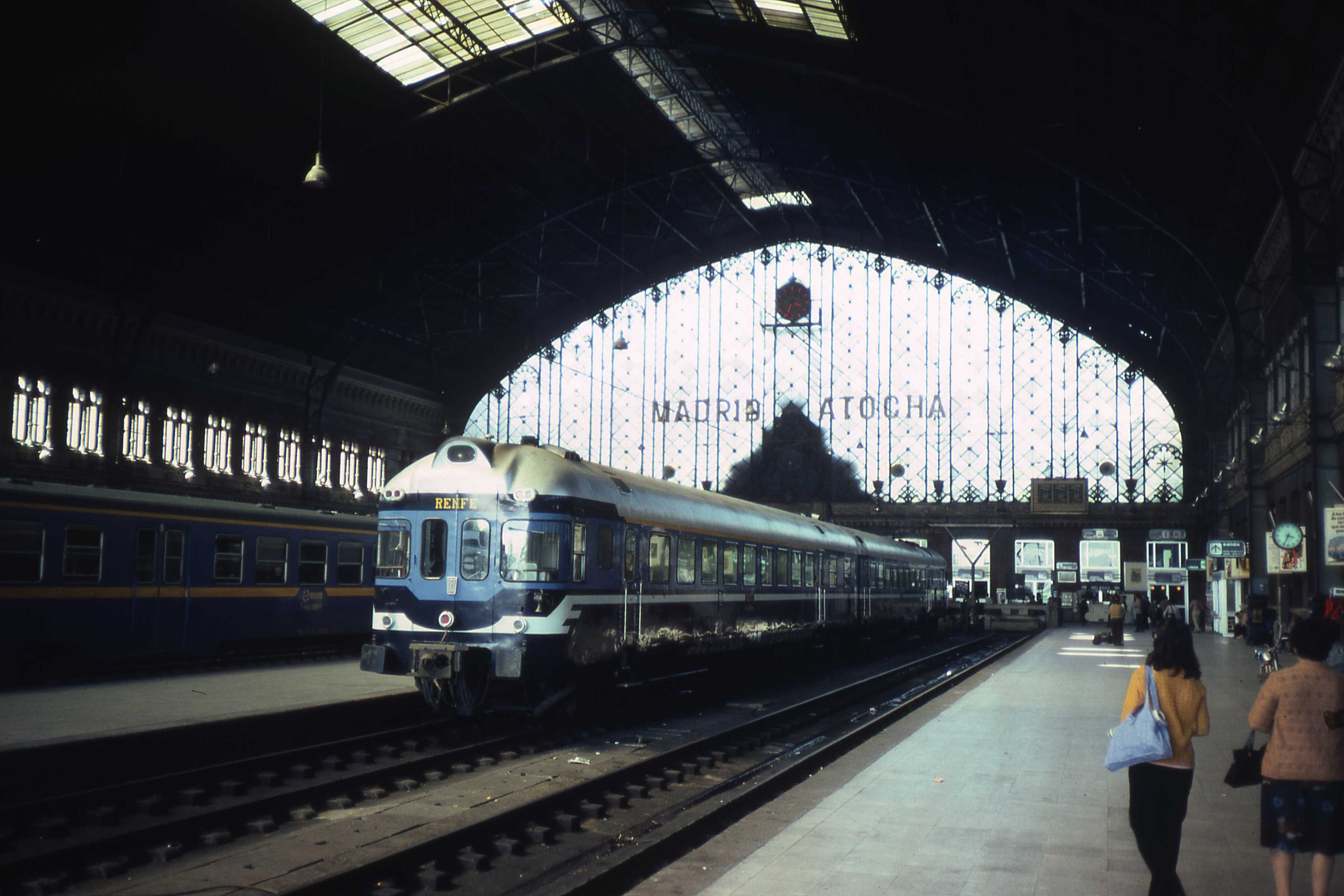
Vroegere hal in 1981
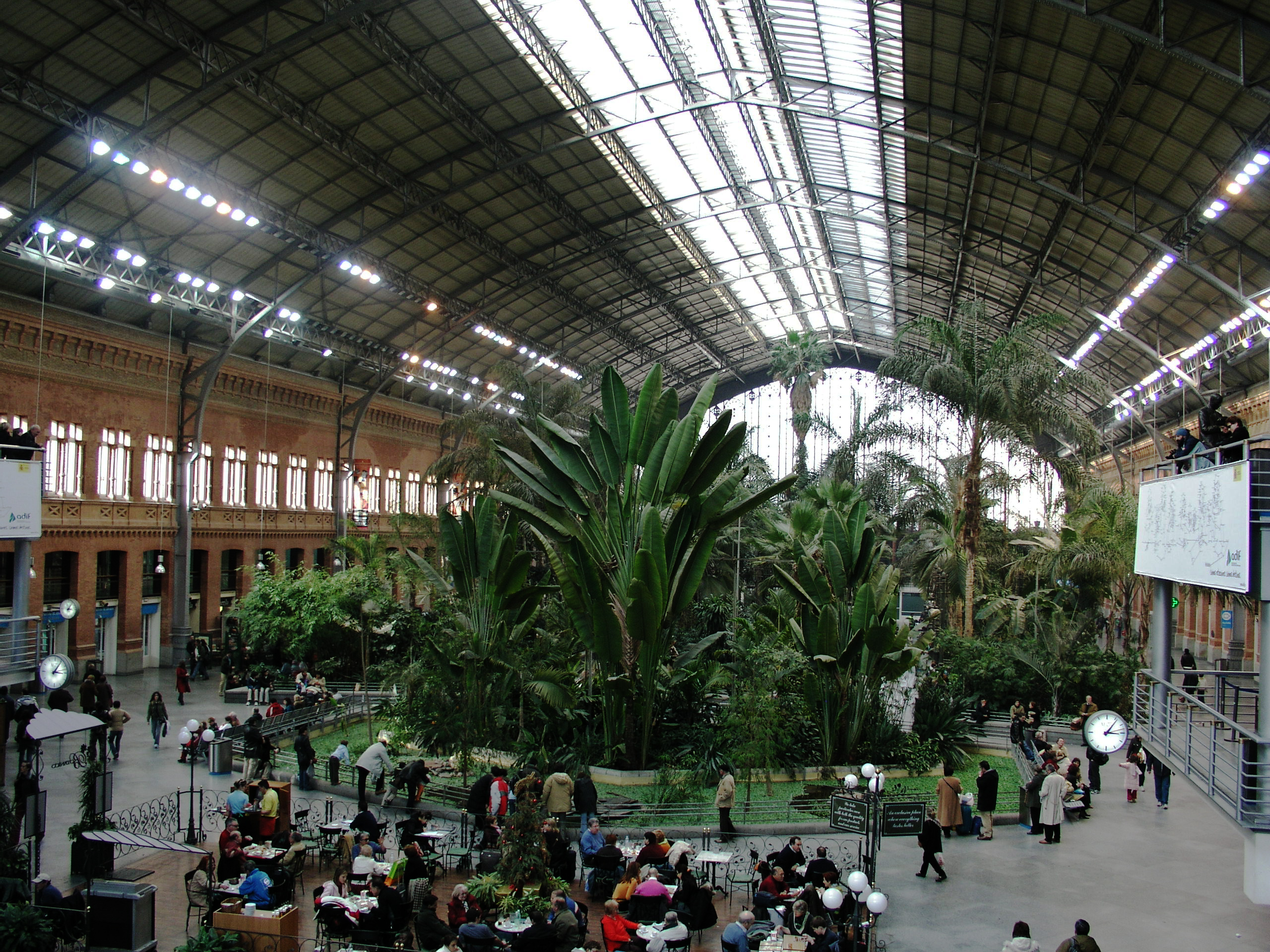
Na verbouwing in groene botanische tuin met horeca
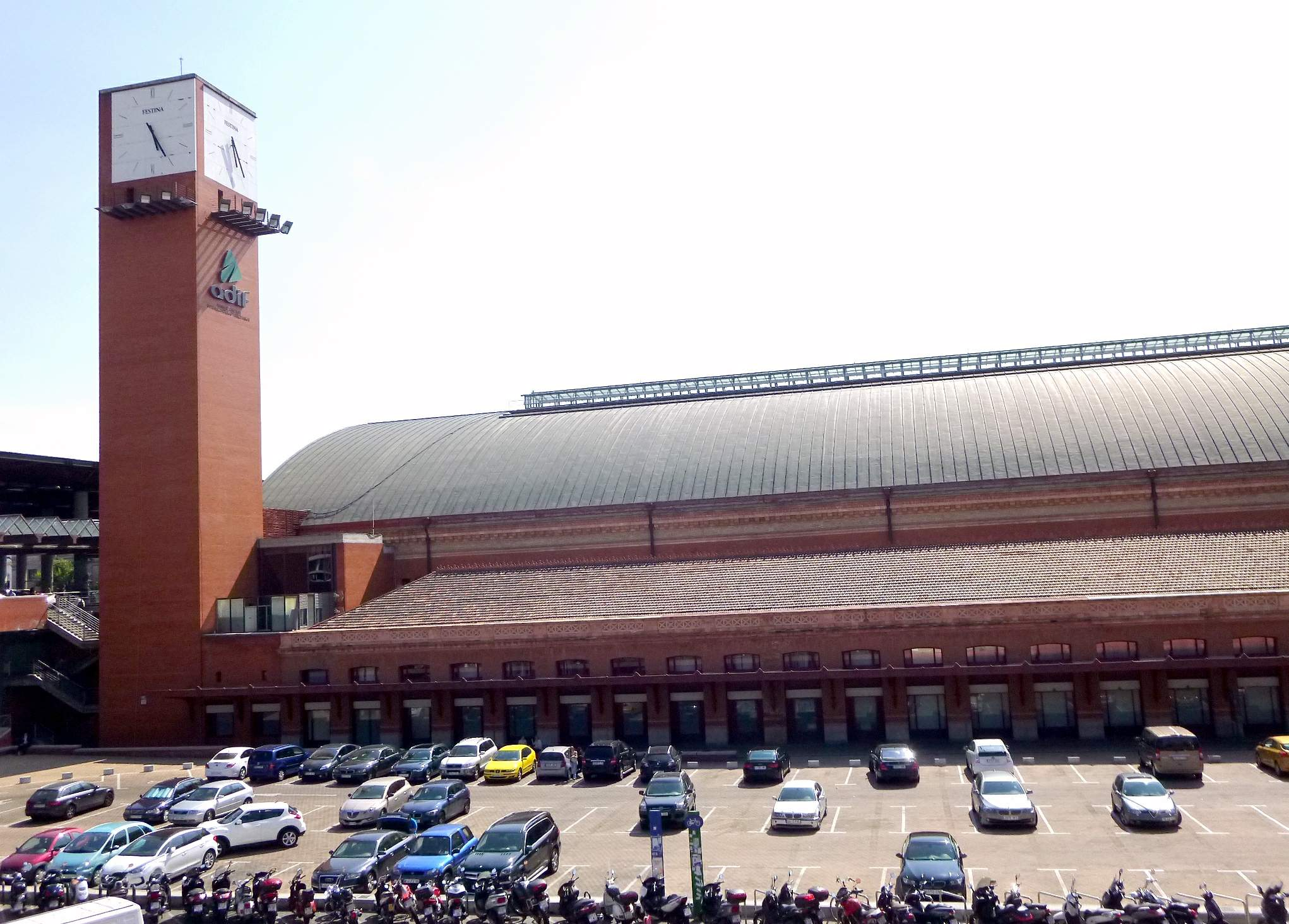
De zijgevel van de vroegere hal

## Gebruik sporen
In Spanje is inchecken en bagagecontrole voor alle langeafstandstreinen verplicht. Hiervoor is het station grondig aangepast met twee aparte ruimtes voor het inchecken en wachten. Een is gelijkvloers en de andere bevindt zich op de eerste verdieping. De kopsporen zijn in twee delen gesplitst. Het aankomstgedeelte met aparte uitgang, waarna de trein kan doorrijden naar het stootblok voor het vertrek of weggerangeerd kan worden. Tussen de twee delen zijn wissels geplaatst voor de flexibiliteit.

## Cercanías en doorgaande treinen
Het station van de Cercanías en de treinen van Media Distancia hebben de naam Atocha-Cercanías. Dit station telt 11 perrons en is gescheiden van de kopsporen voor hogesnelheidstreinen.
De Cercanías, die rijden op breedspoor, zijn sinds 1976 verbonden door een spoortunnel met station Chamartin aan de andere kant van de stad. In 2008 werd een tweede tunnel toegevoegd, zodat vier sporen de stations verbinden. Sommige langeafstandtreinen en regionale treinen gebruiken deze spoortunnels en stoppen bij Atocha-Cercanías. Naast de twee noord-zuidverbindingen met Chamartin is er in dezelfde rijrichting de spoortunnel voor de Cercaníaslijn C5 naar Móstoles.

## Metro
De metro bevindt zich ondergronds. Het station werd sinds 26 december 1921 bediend door station Atocha gelegen onder het stationsplein. Dit station is op 1 december 2018 omgedoopt in Estación del Arte. In verband met de inmiddels grote afstand tot de nieuwbouw van Atocha werd daar een nieuw metrostation in de bestaande tunnel ingevoegd. Dit station werd op 24 juli 1988 als Atocha Renfe geopend en is direct met de nieuwe ingang van het spoorwegstation verbonden.

## Uitbreiding
Er is een derde noord-zuidspoortunnel in Madrid aangelegd voor de normaalsporige hogesnelheidstreinen. Voor de nieuwe verbinding, was het plan een apart doorgangsstation te bouwen aan de westkant van het station. In 2018 werd evenwel de bouw van het doorgangsstation uitgesteld. Het doorgangsstation zal aan de oostkant van het station gebouwd worden onder de naam 'estación pasante'. Het 451,6 miljoen euro bouwcontract is in februari 2024 toegekend.
De bijkomende verbindingstunnel tussen Atocha en het station Madrid Chamartín werd op 1 juli 2022 ingehuldigd en in gebruik genomen. De tunnel verbindt hogesnelheidslijnen ten noorden en ten zuiden van de hoofdstad. Door de hogesnelheidslijnen die Noord-Spanje (waaronder Valladolid) bedienen vanuit Chamartín te verbinden met die van Atocha naar Catalonië en Zuid-Spanje (waaronder Barcelona, Valencia, Alicante, Málaga en Sevilla), worden passagiers in staat gesteld Madrid te doorkruisen zonder van trein te veranderen. Hierdoor vermindert de congestie op de toegang tot de Spaanse hoofdstad.
De dubbelsporige tunnel heeft 338 miljoen euro gekost om te bouwen en maakt deel uit van een breder investeringsprogramma van 1,1 miljard euro van de hogesnelheidsinfrastructuurbeheerder Adif AV. De nieuwe tunnel is uitgerust met ETCS Level 1 signalisatie en GSM-R.

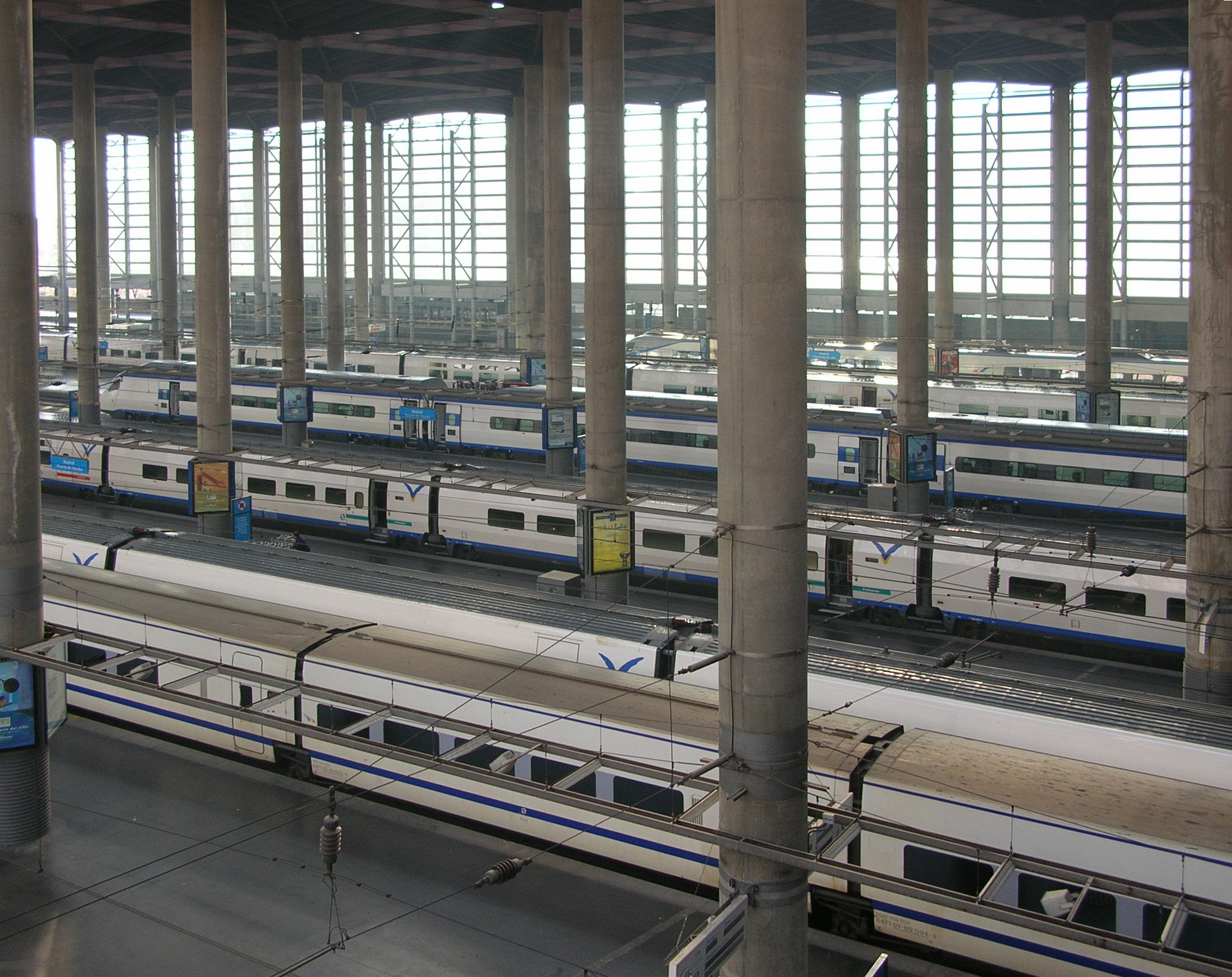
Overzicht van het station Atocha
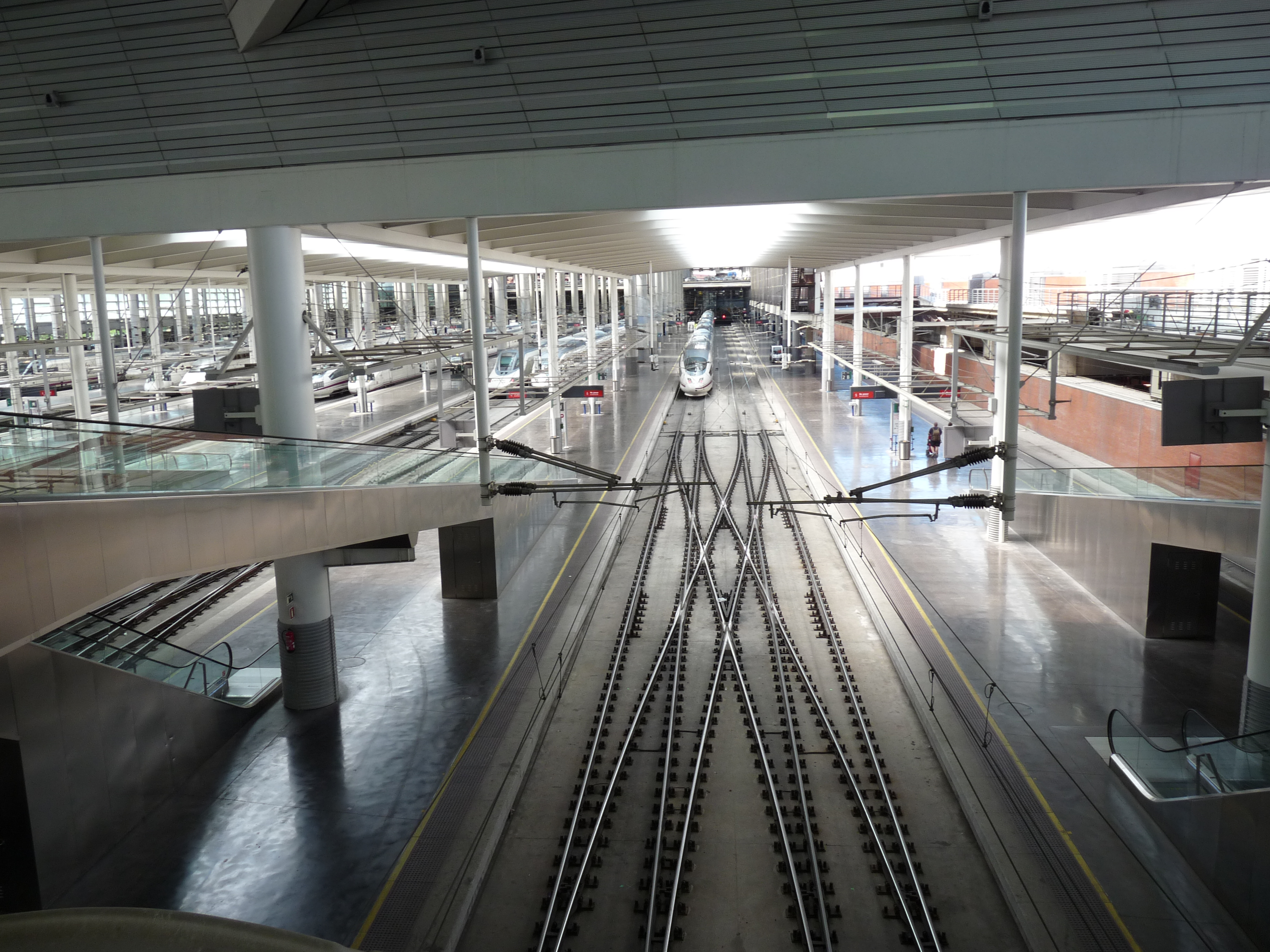
De wissels tussen het vertrekgedeelte (achter de wissels) en het aankomstgedeelte (achter de opname) van de perronsporen.
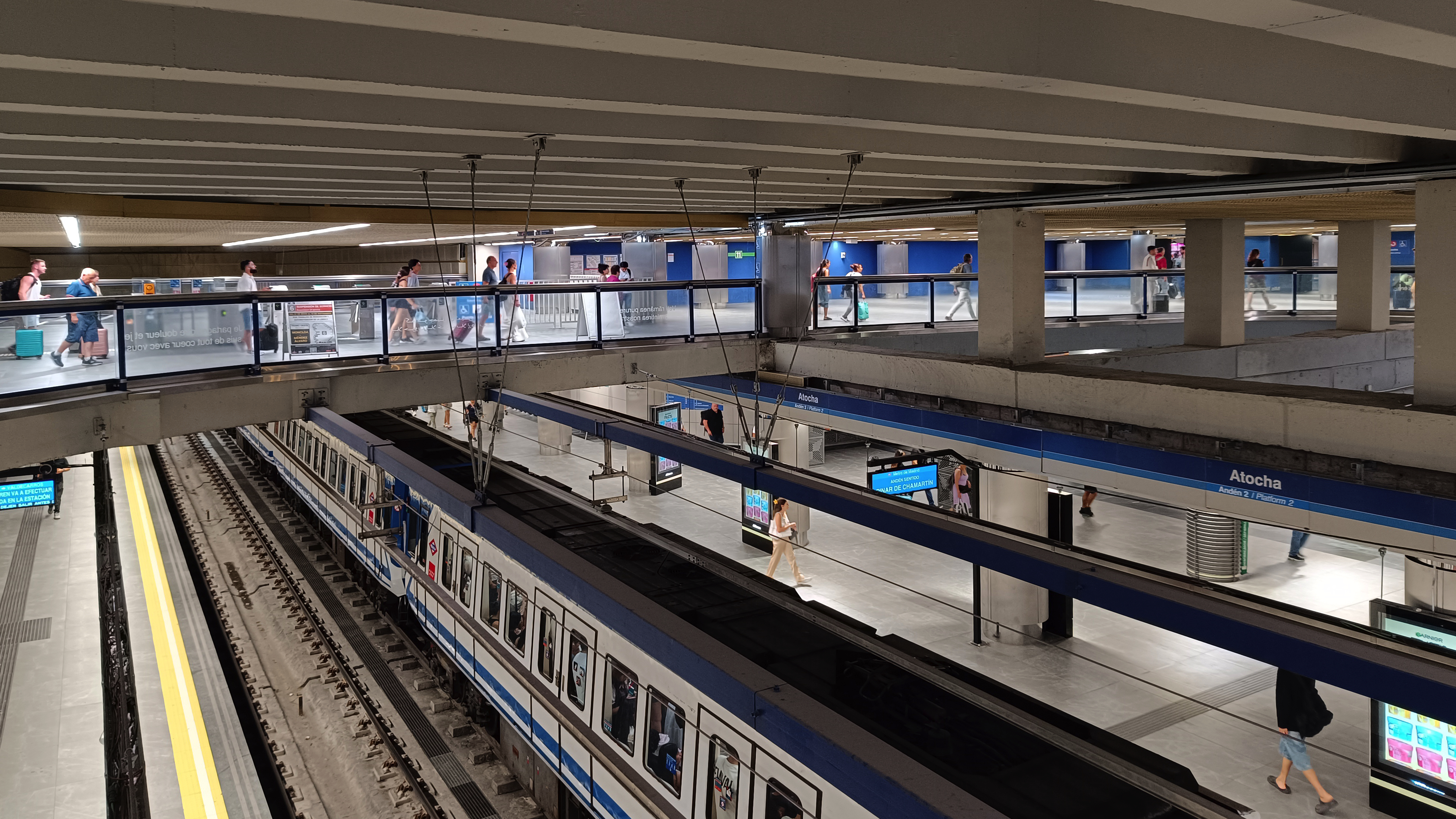
De toegangspoortjes van het metrostation

## Aanslag
Op 11 maart 2004 vond in en bij het station een terroristische aanslag plaats, waarbij 191 mensen om het leven kwamen. Er werd een memoriaal opgericht ter herinnering aan de slachtoffers, buiten het station. Bommen ontploften in vier forenzentreinen van Cercanías Madrid, allen op weg van Alcalá de Henares naar Atocha, waarbij enkel de eerste al het station was binnengereden.

## Passagiersaantallen
|                  | 2006       |
| ---------------- | ---------- |
| Station Atocha   | 18.537.947 |
| Alta Velocidad   | 9.079.855  |
| Larga Distancia  | 8.105.176  |
| Media Distancia  | 1.352.916  |
| Atocha-Cercanías | 60.208.688 |
| Larga Distancia  | 701.906    |
| Media Distancia  | 283.626    |
| Cercanías        | 59.925.062 |
| Totaal           | 78.746.635 |